# Rennepont
Rennepont település Franciaországban, Haute-Marne megyében. Lakosainak száma 119 fő (2022. január 1.). Rennepont Bayel, Lignol-le-Château, Longchamp-sur-Aujon, Maranville, Montheries és Colombey les Deux Églises községekkel határos.

## Népesség
A település népessége az elmúlt években az alábbi módon változott:
| Lakosok száma | 185  | 197  | 184  | 179  | 153  | 143  | 136  | 131  | 127  | 119  |
|               | 1968 | 1982 | 1990 | 2006 | 2013 | 2015 | 2017 | 2019 | 2020 | 2022 |